# Улица Гоголя (Ярославль)
У́лица Го́голя — улица в южной части города Ярославля, пролегающая между Московским проспектом и железной дорогой костромского направления Северной железной дороги, пересекая Суздальское шоссе. Нумерация домов ведётся от Московского проспекта. 

## История
Улица была проложена в 1940-х годах от пересечения Большой Московской улицы с Силикатным шоссе до пересечения Суздальского шоссе со Старой Костромской улицей. Название присвоено в честь русского писателя Николая Васильевича Гоголя (1809—1852).
В мае 1961 года к улице был присоединен проезд от Суздальское шоссе до железнодорожного переезда к посёлку Сокол-2 (переезд был закрыт в 1980-х).

## Здания и сооружения
- № 2 —  Торгово-развлекательный центр «Фараон», открытый в 2005 году[2]
- № 7 — Школа № 14
- № 15а — Детский сад № 89 РЖД
- № 22 — Южная электрическая подстанция
- № 27 — Управление ГИБДД по Ярославской области

По другим улицам:
- Суздальское шоссе, 21а — стадион «Локомотив»